# 普魯士的夏洛特公主 (1831年—1855年)

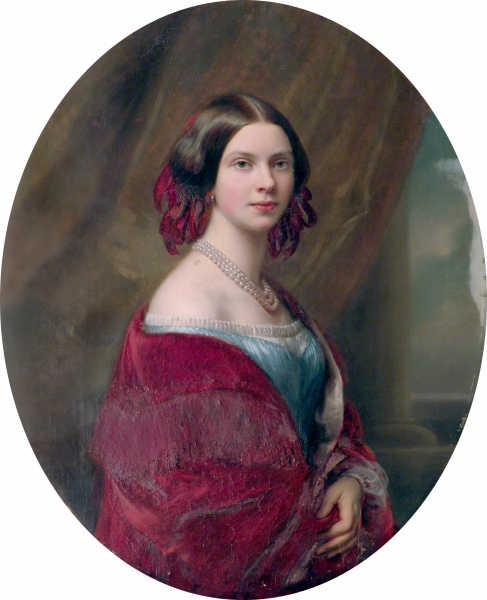
普魯士的夏洛特

普魯士的夏洛特（德語：Charlotte von Preußen，1831年6月21日—1855年3月30日），普魯士王子阿爾布雷希特的女兒，母親是荷蘭的瑪麗安妮公主。

## 家庭
1850年，夏洛特與薩克森-邁寧根的格奧爾格結婚，兩人共有2子1女：
1. 伯恩哈德（1851年—1928年）
2. 格奧爾格（1852年—1855年），夭折
3. 瑪麗亞·伊莉莎白（1853年—1923年）